# Wasserkraftschnecke

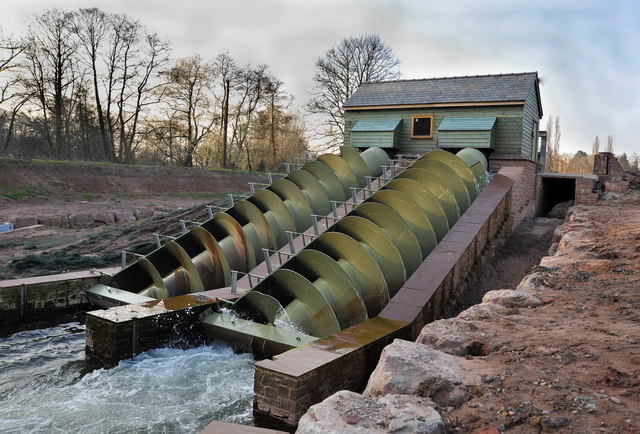
Zwei parallel arbeitende Wasserkraftschnecken mit je 75 kW Leistung

Das Prinzip einer Wasserkraftschnecke: Das Wasser (hier der rote Ball) versetzt die Schnecke beim Abwärtsfließen (hier Rollen) in Drehung.

Eine Wasserkraftschnecke ist eine Wasserkraftmaschine, d. h. eine technische Anlage (Wasserkraftwerk) zur Umwandlung von potentieller Energie in mechanische Energie (rotierende Bewegung einer Welle), die meist zum Antrieb eines elektrischen Generators dient. Wasserkraftwerke mit Wasserkraftschnecken sind dem Bereich der Kleinwasserkraft zuzuordnen.

## Funktionsweise

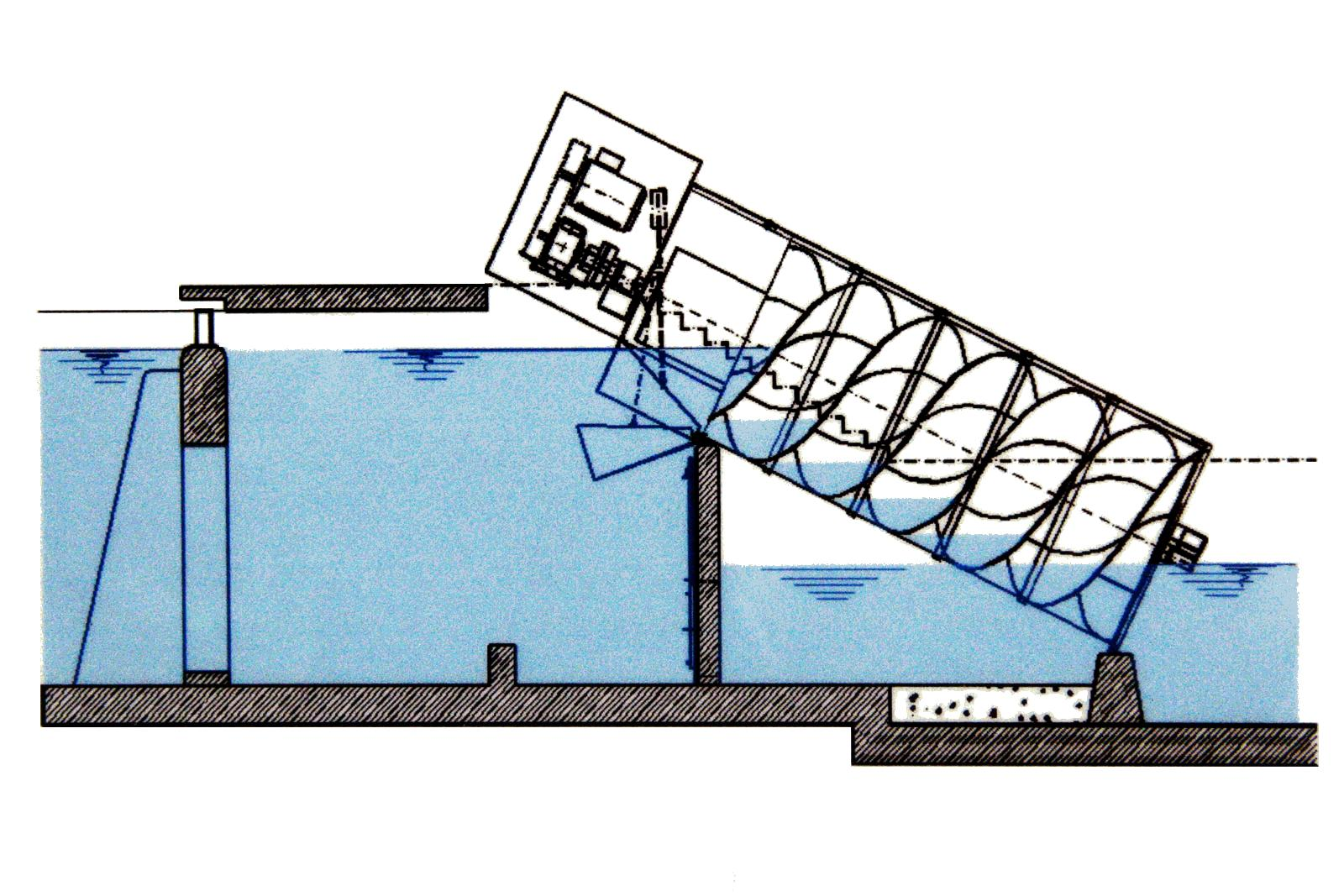
Aufbau einer Wasserkraftschnecke, Ausschnitt der Informationstafel an der Stadtbachstufe in München

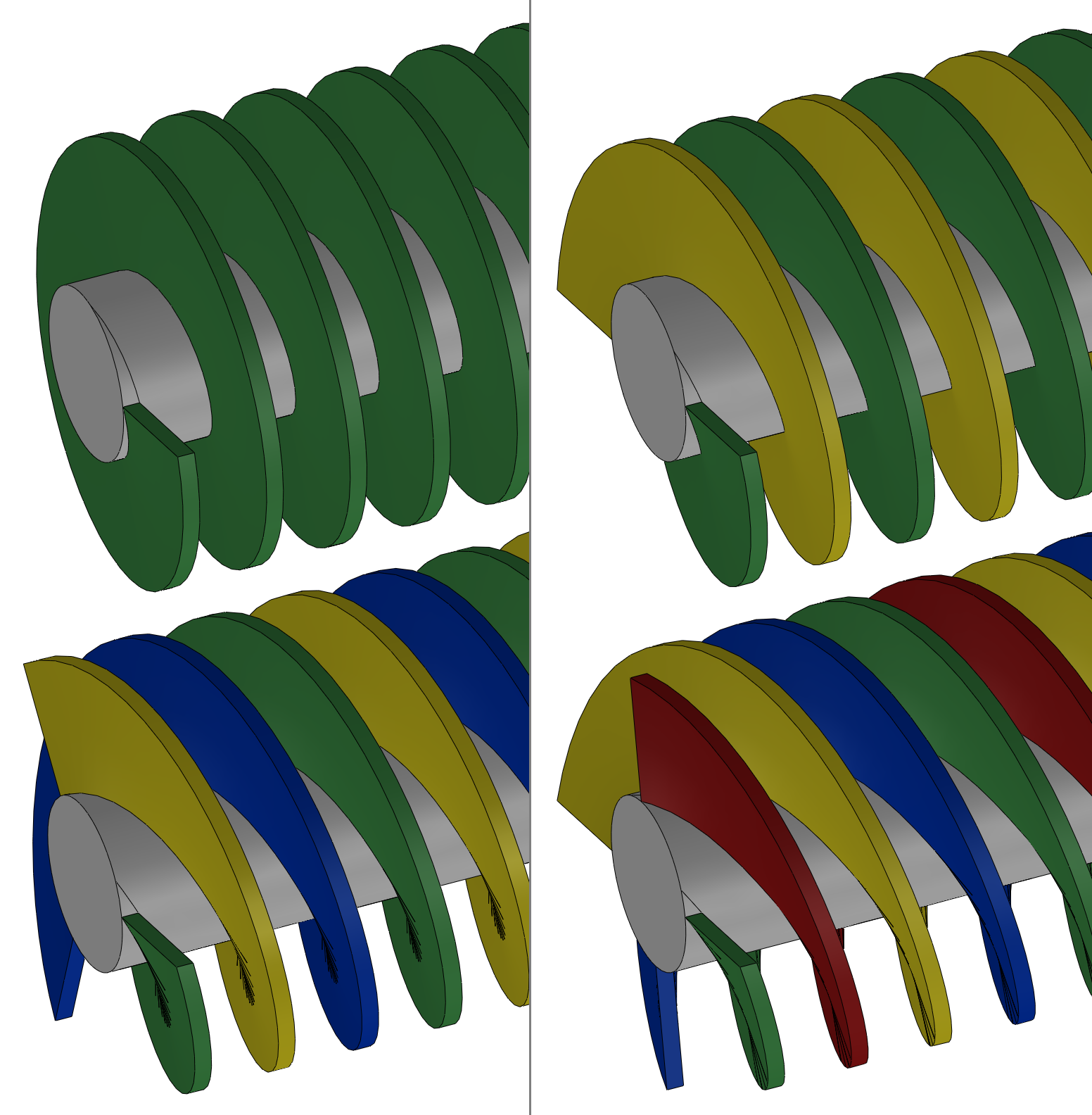
Ein Parameter ist die Anzahl der Schneckenwendel (Gangzahl); typisch sind 3 oder 4

Prinzipiell kann man eine Wasserkraftschnecke als energetische Umkehr der Archimedischen Schraube bezeichnen. Zentrales Bauteil ist der Läufer, der aus einem länglichen, zylinderförmigen Mittelteil besteht, an dessen Mantel die ein- oder mehrgängige, helixförmige Schneckenwindung angeordnet ist. Dieser Läufer befindet sich in einem genau an den Außendurchmesser der Schnecke angepassten Trog, der die Schnecke mindestens an der unteren Hälfte, jedoch meist zu zwei Dritteln oder mehr, umschließt. Die gesamte Vorrichtung wird um ca. 20 bis 30° geneigt zwischen dem Ober- und Unterwasser der Kraftwerksanlage, meist an einem Wehr, eingebaut. Die Unterkanten der Stirnseiten des Troges liegen jeweils unterhalb des tiefsten Ober- und Unterwasserspiegels und bilden den Ein- und Auslauf des Triebwassers. Zwischen dem feststehenden Trog und dem Läufer bilden sich bei drehender Schnecke durch die Ganghöhe der Schneckenhelix abgeteilte Kammern, in denen das Triebwasser vom Ober- zum Unterwasser gelangt. Dabei befindet sich das Wasser nur im unteren Sektor des Querschnitts der Schnecke – auch bei Anlagen, bei denen der Trog die Schnecke rohrförmig vollständig umschließt.
Während es sich in den Kammern zwischen den Gewindegängen hinunterbewegt, versetzt es den Läufer durch die auf die Schneckenwindungen ausgeübte Gewichtskraft in eine Drehbewegung. Um die Reibungs- und Impulsverluste bei der Energieumwandlung gering zu halten, dreht sich die Schnecke verhältnismäßig langsam (20 bis 60 Umdrehungen pro Minute). Im Gegensatz zu den meisten Turbinenbauarten herrscht in der offenen Anordnung kein Überdruck; Läufer, Trog und die durch die Drehung gebildeten Kammervolumina sind mit der umgebenden Atmosphäre verbunden.
Der Läufer ist jeweils am unteren und oberen Ende an einer Traverse gelagert. Nach der Übersetzung durch ein Getriebe wird mit höherer Drehzahl ein meist hochwassersicher am oberen Ende der Vorrichtung montierter elektrischer Generator angetrieben. Durch eine Wasserkraftschnecke können Wasserläufe (Wassermenge je Schnecke bis 10 Kubikmeter pro Sekunde), die einen geringen Höhenunterschied zu überwinden haben (bis etwa zehn Meter), zur Energiegewinnung genutzt werden. Die größten gebauten Anlagen bewegen sich bei 8 m³/s und 6 Meter Fallhöhe.

## Wirkungsgrad
Bei Messungen von Lashofer u. a. (2011) an 14 bestehenden Anlagen in Deutschland, Österreich und Südtirol wurden Anlagenwirkungsgrade von über 75 % gemessen. Der Durchschnitt aller Anlagen bei unterschiedlichen Beaufschlagungen lag bei 69 %. Der Anlagenwirkungsgrad beinhaltet das Produkt der Wirkungsgrade von Schnecke, Lagerung, Getriebe, Generator- sowie den Eigenverbrauch. Er beschreibt also, wie viel von der Energie des Wassers in lieferbaren Strom umgesetzt wird.

In Labormessungen an der Universität für Bodenkultur Wien (BOKU) wurden von Lashofer u. a. (2013) Schneckenwirkungsgrade (incl. Lagerung) ermittelt. Im Teillastbereich wurden Wirkungsgrade deutlich über 90 % erreicht (bei etwa 40 % der Nennbeaufschlagung). Übliche Wirkungsgrade bewegten sich zwischen 75 und 85 %.

## Vorteile
Die Vorteile von Wasserkraftschnecken liegen in der geringen Empfindlichkeit gegen Wassermengenschwankungen (ab 0,1 Kubikmeter pro Sekunde), Treibgutverträglichkeit und in der relativ geringen Gefährdung von Fischen und Wasserlebewesen, die die Schnecke flussab passieren. Im Gegensatz zu mit Turbinen ausgerüsteten Laufwasserkraftwerken können Anlagen an Standorten mit geringerem Nutzgefälle wirtschaftlich betrieben werden. Auch sind die Tiefbauarbeiten weniger aufwendig und damit kostengünstiger. Es sind keine Feinrechenanlagen nötig, somit fällt auch weniger zu entsorgendes Rechengut an. Je nach Bauart können mit wasserdichten Maschinenhäusern ausgestattete Wasserkraftschnecken sogar im überfluteten Zustand weiter betrieben werden.
Im Vergleich zum Wasserrad kann ein besserer Wirkungsgrad erzielt werden.

## Nachteile

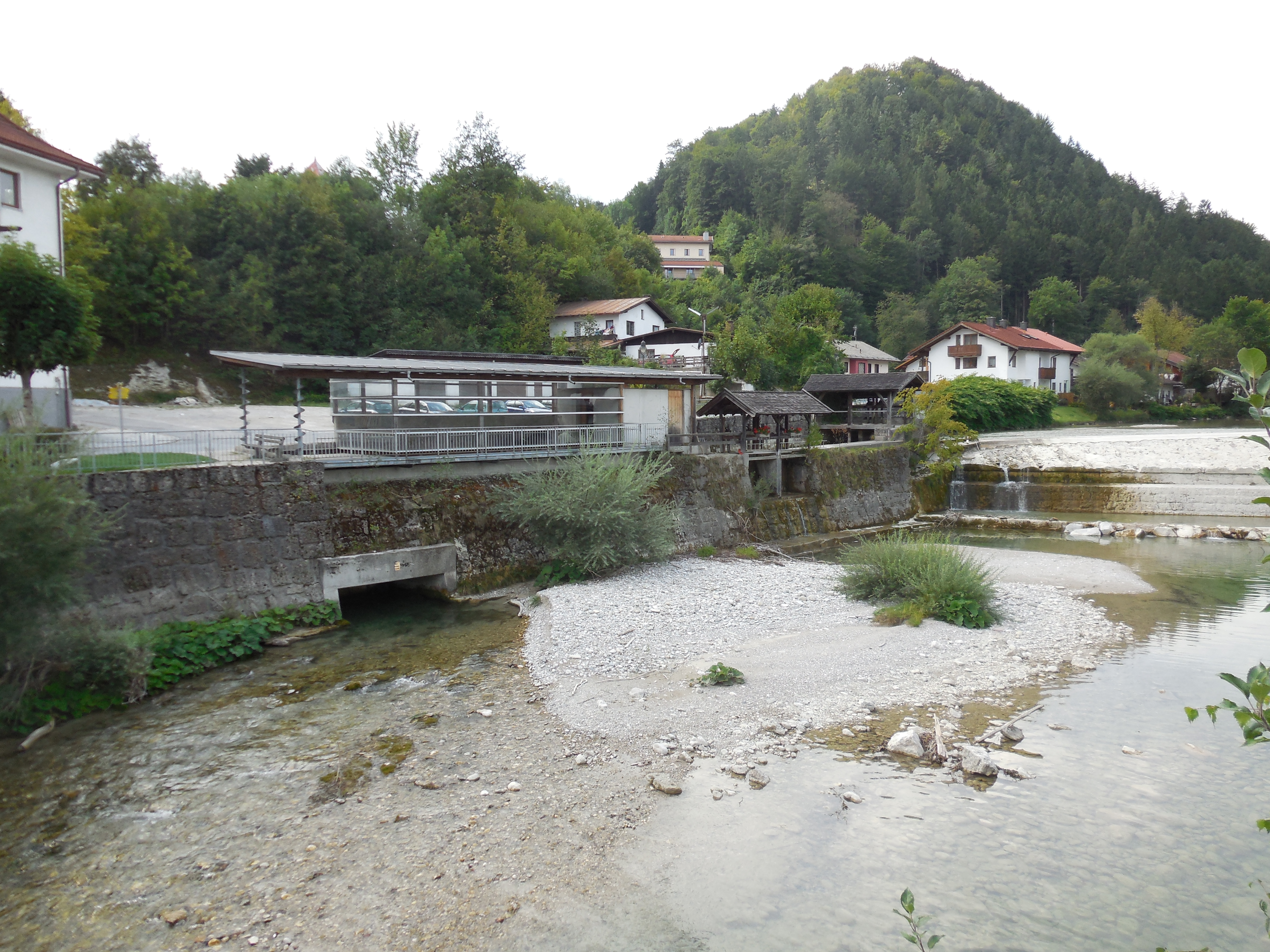
Eingehauste Wasserkraftschnecke in Kiefersfelden

Im Vergleich zur Schneckenpumpe führt die Umkehrung der Fließrichtung des Wassers zu einigen zunächst überraschenden Effekten. Am auffälligsten ist die schlagende Geräuschentwicklung. Sie entsteht, wenn im oberen Zufluss eine Schaufel einen Einströmkanal freigibt. Das Wasser beschleunigt und schießt auf der gegenüberliegenden Seite heraus. Dies geschieht immer an der gleichen Stelle und wurde von Kantert im „Praxishandbuch Schneckenpumpe“ als „Schusspunkt“ (engl. „shotpoint“) bezeichnet. Die Belastung ist derart hoch, dass bei älteren Wasserkraftschnecken mechanische Beschädigungen und Korrosion bereits nach etwa zwei Jahren auftraten. Für neuere Anlagen wird eine Lebensdauer von durchschnittlich etwa 30–40 Jahren angenommen. Ähnlich wie bei einer Staudruckschnecke fällt das Wasser im Abströmbereich hinter jeder Schaufel zurück. Das beschleunigte Ablaufen aus dem letzten Schneckengang verursacht rhythmische Geräusche.
Es gibt verschiedene Ansätze, die Lärmemissionen einzudämmen. Modifikationen der Schaufelenden, eine größere Gangzahl (verbessert auch den Wirkungsgrad), nur noch einseitige Befestigung des unteren Lagers etc. Viele Modifikationen brachten kaum eine Besserung. Beispielsweise wurde an einer Wasserkraftschnecke im Stadtgebiet von München der Durchmesser der Auslaufschaufeln verkleinert. Am wirkungsvollsten ist allerdings die vollständige Einhausung, die sich vor allem in der Nähe von Wohngebieten kaum vermeiden lässt und die Investitionskosten erheblich erhöht. So war es auch in der zuvor genannten Anlage in München.

## Fischverträglichkeit

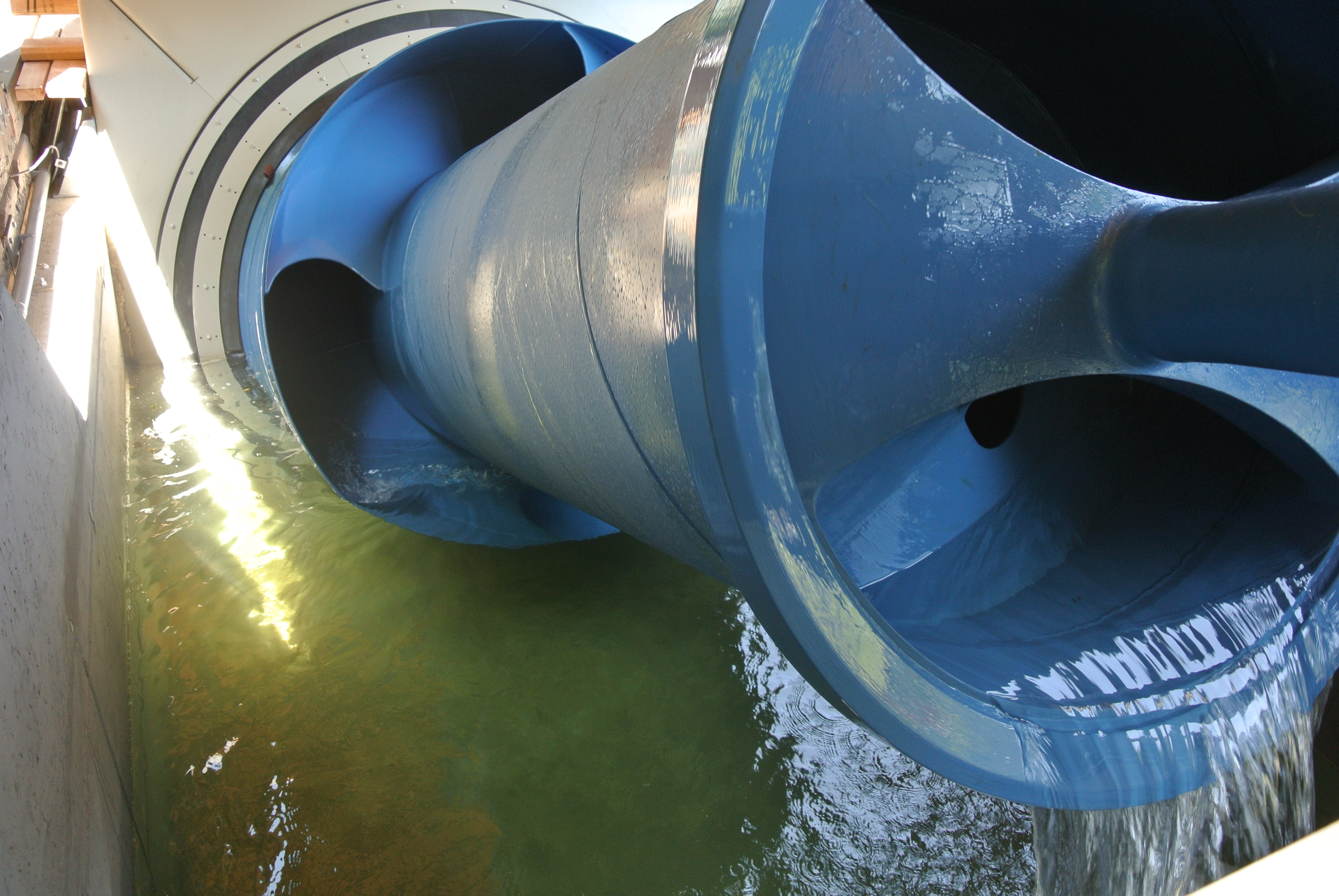
Bei wissenschaftlichen Untersuchungen der doppelkonischen Wasserkraftschnecke im Kraftwerk in der Jeßnitz wurden keine verletzten Fische festgestellt.

Es gibt einige unabhängige Gutachten und Berichte zur Fischverträglichkeit (Schmalz, 2010 und 2011), die von einer hohen Verträglichkeit sprechen. Einzelne Fischarten bzw. auch Altersstufen können jedoch durch schlechte Wartung bzw. ungenügende Fertigung beeinträchtigt werden.
Im münsterländischen Krechting (Rhede) wird von den örtlichen Stadtwerken eine Wasserkraftschnecke mit parallelem Raugerinne-Beckenpass als Aufstiegshilfe an der Bocholter Aa betrieben, an der die Auswirkungen der Wasserkraftschnecken auf die Fischfauna sowie mögliche Optimierungen zur Verbesserung der Fischschonung durch Schneckenkraftwerke untersucht werden.
In Österreich wurde die Auswirkung auf die Fischverträglichkeit einer Wasserkraftschnecke mit integrierter Aufstiegsschnecke in Neubruck (NÖ) im Kraftwerk der Jessnitz vom Institut für Hydrobiologie und Gewässermanagement (IHG) der Universität für Bodenkultur (BOKU) Wien untersucht. Im Rahmen der Studie wurde nachgewiesen, dass die meisten Fischarten das Kraftwerk mit Wasserkraftschnecke und Aufstiegsschnecke in beiden Richtungen passieren konnten. Verletzte Fische wurden dabei nicht festgestellt.

## Geschichte
Ursprünglich von Archimedes als Schneckenpumpe zur Wasserhebung beschrieben, wurde sie in der Neuzeit wieder in der Polderentwässerung eingesetzt. In Kombination mit einer Windmühle hob die Schneckenpumpe Wasser über die Deiche.
Schon im Jahre 1819 äußerte der französische Ingenieur Claude Louis Marie Henri Navier den Gedanken, die Schnecke auch als eine Art Wasserrad zu betreiben. Vermutlich hat er beobachtet, was passiert, wenn man eine mit Wasser gefüllte Schneckenpumpe loslässt. Die auftretenden Kräfte können eine konventionelle Schneckenpumpe zerstören, weshalb sie üblicherweise auch mit Rücklaufsperren (Wasserkraftschnecken mit Bremse) ausgerüstet werden.
Die vielleicht älteste Beschreibung einer Wasserkraftschnecke in der Patentliteratur stammt von William Moerscher.
Im Jahr 1991 meldete der Wasserhebeschnecken-Ingenieur Karl-August Radlik die Erfindung der Wasserkraftschnecke zum Patent an. Dieses wurde 1992 gewährt und 2001 an einen deutschen Hersteller von Schneckenpumpen verkauft. Ein Patentstreit mit einem Wettbewerber konnte allerdings nicht gewonnen werden.
Die erste Wasserkraftschnecke wurde von einem tschechischen Hersteller gefertigt, 1995 bis 1997 an der TU Prag von Brada getestet und danach vom Förderverein Wind- und Wasserkraft Ostalb e. V. eingesetzt. Sie läuft seit 1997 in der Oberen Schlägweidmühle an der Eger in Bopfingen-Aufhausen mit 4 kW Generatorleistung. Besonderheit ist die Möglichkeit, den Aufstellwinkel verändern zu können.
Im Jahr 2001 wurden die ersten beiden kommerziellen Anlagen in Betrieb genommen. Die Rödermühle mit 7,5 kW an der Fränkischen Saale in Diebach bei Hammelburg und eine Anlage mit 18,5 kW an der Nethe in Höxter-Godelheim.
Ein weiteres Patent meldete Walter Albrecht im Jahr 2012 für eine Wasserkraftschnecke an, die über einen integrierten Fischlift verfügt.

## Verbreitung
Mit Mitte 2013 kann weltweit von mehr als 250 Anlagen in Betrieb ausgegangen werden und von etwa derselben Zahl in Vorbereitung. Da sich die Technologie bewährt hat, werden nunmehr hauptsächlich größere Anlagen gebaut und viele bewegen sich im Bereich von 140 bis über 200 kW.
Eine der größten Wasserkraftschnecken steht im österreichischen Kindberg.
Weitere Wasserkraftschnecken stehen:
- im bayerischen Kiefersfelden: Fallhöhe 3,8 m, Wasserkraftschneckendurchmesser 3,0 m, Länge 9,0 m, seit 2005
- im thüringischen Artern an der Unstrut[9][10]
- in Mühlen in Taufers
- im schweizerischen Derendingen SO: Fallhöhe 1,2 m, Wasserkraftschneckendurchmesser 1,6 m, Länge 3,3 m, seit 2006
- im schweizerischen Hirschthal
- im obersteirischen Niklasdorf
- im niederösterreichischen Lunz am See
- in Freiburg im Breisgau an der Dreisam (seit 2008)[11]
- In Hann Münden (Niedersachsen) dort als Wasserkraftwerk Blumer Wehr in den Wehrbereich des Mühlenarmes der Werra integriert. Hersteller: Rehart GmbH
- in Lobenhausen an der Jagst, seit 2013.
- in Bocholt an der Bocholter Aa vor dem Aa-See (seit 2014)[12] und 4,5 km weiter Flussaufwärts in Rhede-Krechting (seit 2006).[13]
- an der Url nahe Amstetten in Niederösterreich wird sie in Kombination mit einer parallel angebrachten Fischaufstiegsschnecke eingesetzt.[14]
- In Neubruck (NÖ) ist seit 2015 eine Wasserkraftschnecke mit integriertem Fischlift in Betrieb. Betreiber ist die Hersteller- und Entwickler-Firma Hydroconnect.[7]
- In Retznei (Steiermark) betreibt der Verbund seit Jahr 2015 ebenfalls eine Wasserkraftschnecken mit integriertem Fischlift, die auf demselben Patent beruht, wie die Anlage in Neubruck.

Auch die 2006 errichtete Stadtbachstufe in München arbeitet nach dem Prinzip der Wasserkraftschnecke. Seit 2012 deckt eine Wasserkraftschnecke am Fluss Diemel den Strombedarf einer Brauerei in Warburg.

## Vergleich zu anderen Wasserkraftmaschinen
Zur Erzeugung von elektrischer Energie haben sich eine Vielzahl an Wasserkraftmaschinen entwickelt. Wasserkraftschnecken zeigen ihre Stärken im kleinen bis mittleren Durchflussbereich sowie kleinen Fallhöhen und weisen ein gutes Teillastverhalten auf. Die baulichen und technischen Größenbegrenzungen von Wasserkraftschnecken (Fallhöhe max. ~10 m, Durchfluss max. ~15 m³/s) geben den Einsatz im Bereich der Klein- und Kleinstwasserkraft vor.
Vergleichende Tabelle:
|                   | Durchströmturbine | Wasserrad        | Wasserkraftschnecke | reverse Kreiselpumpe | Francis             | Kaplan           | Pelton           |
| ----------------- | ----------------- | ---------------- | ------------------- | -------------------- | ------------------- | ---------------- | ---------------- |
| Durchflussmenge   | klein bis mittel  | klein bis mittel | klein bis mittel    | klein bis mittel     | mittel              | groß             | klein bis mittel |
| Fallhöhe          | klein bis mittel  | klein            | klein bis mittel    | groß bis mittel      | mittel              | klein bis mittel | groß             |
| Teillastverhalten | gut               | gut              | gut bis mittel      | schlecht             | schlecht bis mittel | gut bis mittel   | gut              |

Folgende Rahmenbedingungen sind zusätzlich bei der Auswahl einer Wasserkraftmaschine relevant:
- Wirkungsgradverlauf zu Wassermenge (Teillastverhalten / Parallelschaltung)
- Eventuell eine notwendige kavitationsbedingte Eintiefung
- Erzielbare elektrische Jahresleistung
- Erzielbarer monetärer Ertrag und anfallende Kosten (Betrieb/Instandhaltung) je Jahr
- Investitionskosten